# Eremburga di Mortain
Eremburga di Mortain (... – Mileto, 1087 circa) fu una contessa di Sicilia, seconda moglie del conte Ruggero I di Sicilia.

## Biografia
Era figlia del conte normanno Guglielmo di Mortain e di Matilde di Montgommery.
Venne data in sposa nel 1077 al Gran conte Ruggero I di Sicilia divenendone la seconda moglie.
Diede al marito due figli e sette figlie tra cui:
- Malgerio, nato nel 1080
- Muriella, sposò Giosberto di Lucy;
- Costanza (1082 - dopo il 1135), sposò nel 1095 Corrado di Lorena re d'Italia;
- Busilla (Felicia) (?-1102), sposò Colomanno re d'Ungheria;
- Giuditta, sposò Roberto I di Bassavilla.

Morì poco dopo la presa di Butera, tra il 1087 e il 1089, e venne sepolta a Mileto.